# Brandon Gilbeck
Brandon Gilbeck (Spring Green, Wisconsin, 9 de diciembre de 1996) es un baloncestista estadounidense que pertenece a la plantilla del Formosa Dreamers de la TPBL, el primer nivel del baloncesto de Taiwán. Con 2,13 metros de estatura, juega en la posición de pívot.

## Trayectoria deportiva

### Universidad
Jugó cuatro temporadas con los Leathernecks de la Universidad de Illinois Occidental, en las que promedió 7,6 puntos, 6,5 rebotes y 2,5 tapones  por partido. Fue elegido jugador defensivo del año de la Summit League en 2018 y 2019, y en su última temporada fue incluido en el segundo mejor quinteto de la conferencia.

### Profesional
Tras no ser elegido en el Draft de la NBA de 2019, disputó las Ligas de Verano de la NBA con los Denver Nuggets. En el mes de agosto firmó su primer contrato profesional con el Horsens IC de la Basket Ligaen, el primer nivel del baloncesto danés. En su primera temporada promedió 9,5 puntos, 6,7 rebotes y 2,9 tapones por partido, el mejor taponador de la liga.

## Selección nacional
Gilbeck representa a la selección de baloncesto de China Taipéi a nivel internacional, llegando a participar de la FIBA Asia Cup de 2025 entre otros torneos.